# Edward Thomas
Philip Edward Thomas, mais conhecido como Edward Thomas (Londres, Reino Unido, 3 de março de 1878 — Pas-de-Calais, França, 9 de abril de 1917), foi um poeta e ensaísta anglo-galês. Ele é comummente considerado um poeta de guerra, apesar de poucos dos seus poemas lidarem diretamente com as suas experiências de guerra. Thomas era já um escritor experiente quando se dedicou à poesia em 1914. Thomas alistou-se no Exército Britânico em 1915 para combater na Primeira Guerra Mundial, e foi morto em combate durante a Batalha de Arras pouco depois de chegar à França.

## Biografia
Thomas nasceu em Lambeth, Londres, de uma família predominantemente galesa. Estudou na Battersea Grammar School, na St Paul's School em Londres e no Lincoln College em Oxford. Casou-se quando ainda era um estudante e determinado a ganhar a vida como escritor. De seguida trabalhou como revisor de livros, revendo até quinze livros por semana. Thomas era já um escritor experiente aquando da eclosão da guerra, tendo publicado extensamente como crítico literário e biógrafo, assim como escrevendo sobre o campo. Ele escreveu também um romance, The Morgans Happy-Go-Lucky (1913), um "livro de encantadora desordem".
Trabalhou como crítico literário para o Daily Chronicle em Londres, e em 1905 conheceu e tornou-se amigo próximo do poeta vagabundo galês W. H. Davies, cuja carreira ele praticamente desenvolveria sozinho. Thomas vivia nesta altura com a sua família na Fazenda Elses, perto de Sevenoaks, Kent, e em 1907 alugou uma pequena cabana nas proximidades da sua casa para Davies, adotando o papel de seu guardião. Em uma ocasião, Thomas providenciou até o fabrico, por um fabricante de rodas local, de uma perna de madeira improvisada para Davies.
Em agosto de 1914, a vila de Dymock em Gloucestershire havia-se tornado na residência de uma série de figuras literárias, incluindo os poetas Lascelles Abercrombie, Wilfrid Gibson e Robert Frost. Edward Thomas, Rupert Brooke, John Drinkwater e Eleanor Farjeon visitaram-nos durante esse verão, tendo Thomas e Frost desenvolvido uma forte amizade. Apesar de Thomas pensar que a poesia era a mais alta forma de literatura e regularmente a rever, ele próprio só se tornou num poeta no final de 1914 por influência de Frost, tendo inicialmente publicado a sua poesia sob o pseudónimo Edward Eastaway por recear que esta fosse rejeitada pelos críticos se fosse publicada sob o seu nome. Thomas imortalizou a (agora desaparecida) estação ferroviária de Adlestrop num poema com esse nome após o comboio em que seguia aí ter feito uma paragem em 24 de junho de 1914, pouco antes do início da Primeira Guerra Mundial.

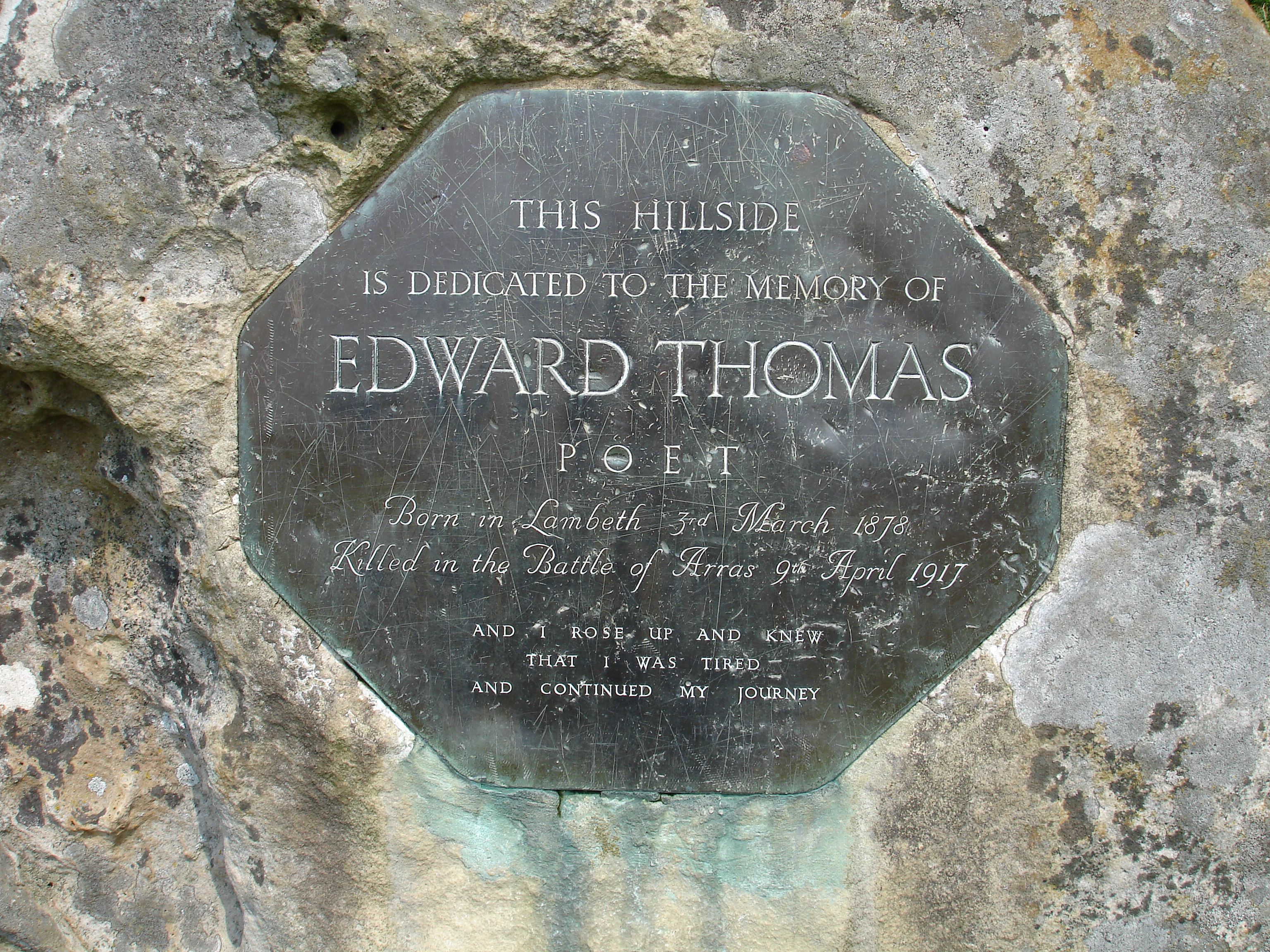
Memorial a Thomas, perto de Steep, East Hampshire.

Thomas alistou-se no Artists Rifles em julho de 1915, apesar de ser um homem maduro e casado que poderia ter evitado alistar-se, em parte depois de ler o poema The Road Not Taken de Robert Frost. Após ser promovido a primeiro-cabo, instruiu outros colegas oficiais, incluindo o poeta Wilfred Owen. Em novembro de 1916 foi comissionado para o Royal Garrison Artillery como segundo-tenente. Thomas voluntariou-se para servir no estrangeiro e foi enviado para o norte de França, onde ficou estacionado em Le Havre, Mondicourt, Dainville e finalmente Arras. Em 9 de abril de 1917, foi morto em combate durante a Batalha de Arras pela onda de choque concussiva de um obus que passou junto a si enquanto fumava cachimbo no seu posto de observação. Thomas foi enterrado no cemitério militar de Agny, em França (Fila C, Campa 43).

W. H. Davies ficou devastado com a morte do amigo e escreveu em sua homenagem o poema "Killed In Action (Edward Thomas)", que foi incluído na sua coleção de poemas de 1918, Raptures. Em 11 de novembro de 1985, Thomas foi um dos dezasseis poetas da Grande Guerra comemorados numa laje de pedra revelada no Canto dos Poetas da Abadia de Westminster. A inscrição, escrita por Wilfred Owen, diz: "My subject is War, and the pity of War. The Poetry is in the pity." ("O meu tema é a guerra, e a piedade da guerra. A poesia está na piedade.") Thomas foi descrito por Ted Hughes como "o pai de todos nós."

## Obras selecionadas
Poesia
- Six Poems (sob o pseudónimo Edward Eastaway), Pear Tree Press, 1916
- Poems, Holt, 1917
- Last Poems, Selwyn & Blount, 1918
- Collected Poems, Selwyn & Blount, 1920
- Two Poems, Ingpen & Grant, 1927
- The Poems of Edward Thomas, R. George Thomas (ed.), Oxford University Press, 1978
- Edward Thomas: A Mirror of England, Elaine Wilson (ed.), Paul & Co., 1985
- The Poems of Edward Thomas, Peter Sacks (ed.), Handsel Books, 2003

Ficção
- The Happy-Go-Lucky Morgans (romance), Duckworth, 1913

Prosa
- In Pursuit of Spring (livro de viagem), Thomas Nelson and Sons, 1914

Ensaios literários
- Horae Solitariae, Dutton, 1902
- Oxford, A & C Black, 1903
- Beautiful Wales, Black, 1905
- The Heart of England, Dutton, 1906
- The South Country, Dutton, 1906, Tuttle, 1993
- Rest and Unrest, Dutton, 1910
- Light and Twilight, Duckworth, 1911
- The Last Sheaf, Cape, 1928